# 美国阿拉巴马南区联邦地区法院
美国阿拉巴马南区联邦地区法院 （引用时缩写为S.D. Ala.）是美国94个、阿拉巴马州3个联邦地区法院之一。该法院审理后的案件需上诉至第十一巡回法院，专利及《塔克法案》相关的案件需上诉至联邦巡回区法院。该法院的司法管辖权覆盖阿拉巴马州13个郡，总部在莫比尔 (亚拉巴马州)。